# Doug Baldwin
Pour les articles homonymes, voir Baldwin.
(en) Statistiques sur pro-football-reference
Douglas Dewayne « Doug » Baldwin, Jr., né le 21 septembre 1988 à Gulf Breeze en Floride, est un sportif professionnel américain de football américain qui a évolué aux postes de wide receiver et de kick returner dans la National Football League (NFL) pendant huit saisons (2011-2018).
Il passe sa carrière professionnelle entière avec la franchise des Seahawks de Seattle. Il y remporte le Super Bowl XLVIII et est sélectionné au Pro Bowl à deux reprises en 2016 et 2017.

## Biographie

### Jeunesse
Baldwin est né d'une famille de race mixte. Son père est un policier. Sa grande-mère est philippine, originaire de Tacloban.
Il grandit à Gulf Breeze en Floride où il étudie à Gulf Breeze High School.

### Carrière professionnelle
Non sélectionné à la draft 2011, il est engagé par les Seahawks de Seattle comme agent libre. Il termine sa saison rookie avec 51 passes réceptionnées pour 788 yards et 3 touchdowns. Il devient le premier rookie non-sélectionné à la draft à mener son équipe en réceptions depuis 1960.
Pendant l'intersaison 2012, il change son numéro de maillot de 15 à 89 pour que le quarterback nouvellement acquis Matt Flynn puisse utiliser le numéro 15.
Le 29 mai 2014, il signe une prolongation de contrat de deux ans d'un montant de 13 millions de dollars.
Pendant la saison 2015, il établit le record des Seahawks pour touchdowns en réception avec 14.
Le 28 juin 2016, il signe une prolongation de contrat de quatre ans d'un montant de 46 millions de dollars dont 24 millions de dollars garantis.
Après huit saisons à Seattle, il est libéré par les Seahawks le 9 mai 2019 après avoir échoué les tests médicaux de l'équipe.
Il annonce sa retraite du football américain professionnel sur Twitter quatre jours plus tard.

## Statistiques

### Universitaires
| Année          | Équipe               | MJ |     | Passes réceptionnées | Passes réceptionnées | Passes réceptionnées | Passes réceptionnées |       | Courses | Courses | Courses | Courses |
| Année          | Équipe               | MJ | Nb. | Yards                | Moy.                 | TD                   | Nb.                  | Yards | Moy.    | TD      |         |         |
| 2007           | Cardinal de Stanford | 12 | 11  | 093                  | 08,5                 | 0                    | 5                    | 06    | 01,2    | 0       |         |         |
| 2008           | Cardinal de Stanford | 12 | 23  | 332                  | 14,4                 | 4                    | 4                    | 81    | 20,3    | 1       |         |         |
| 2009           | Cardinal de Stanford | 07 | 04  | 078                  | 19,2                 | 0                    | 0                    | 0     | -       | 0       |         |         |
| 2010           | Cardinal de Stanford | 13 | 58  | 857                  | 14,8                 | 9                    | 3                    | 39    | 13,0    | 0       |         |         |
| Totaux en NCAA | Totaux en NCAA       | 44 | 96  | 1 360                | 14,2                 | 13                   | 12                   | 126   | 10,5    | 1       |         |         |

### Professionnelles
| Année         | Équipe              | MJ  |     | Passes réceptionnées | Passes réceptionnées | Passes réceptionnées | Passes réceptionnées |       | Courses | Courses | Courses | Courses |
| Année         | Équipe              | MJ  | Nb. | Yards                | Moy.                 | TD                   | Nb.                  | Yards | Moy.    | TD      |         |         |
| 2011          | Seahawks de Seattle | 16  | 51  | 0 788                | 15,5                 | 04                   | 1                    | - 2   | - 2,0   | 0       |         |         |
| 2012          | Seahawks de Seattle | 14  | 29  | 0 366                | 12,6                 | 03                   | 0                    | 0     | -       | 0       |         |         |
| 2013          | Seahawks de Seattle | 16  | 50  | 0 778                | 15,6                 | 05                   | 2                    | 06    | 03,0    | 0       |         |         |
| 2014          | Seahawks de Seattle | 16  | 66  | 0 825                | 12,5                 | 03                   | 1                    | 08    | 08,0    | 0       |         |         |
| 2015          | Seahawks de Seattle | 16  | 78  | 1 069                | 13,7                 | 14                   | 0                    | 0     | -       | 0       |         |         |
| 2016          | Seahawks de Seattle | 16  | 94  | 1 128                | 12,0                 | 07                   | 3                    | 02    | 00,7    | 0       |         |         |
| 2017          | Seahawks de Seattle | 16  | 75  | 0 991                | 13,2                 | 08                   | 2                    | - 8   | - 4,0   | 0       |         |         |
| 2018          | Seahawks de Seattle | 13  | 50  | 0 371                | 10,0                 | 01                   | 0                    | 0     | -       | 0       |         |         |
| Totaux en NFL | Totaux en NFL       | 123 | 492 | 6 563                | 13,3                 | 49                   | 9                    | 06    | 00,7    | 0       |         |         |

## Philanthropie et après-carrière
En 2018, Baldwin reçoit la médaille pour service distingué Martin Luther King du comté de King.
Depuis sa retraite, Baldwin est conseiller senior en concepts de produits à Intellectual Ventures, un laboratoire d'innovation et des inventions. Il participe également à la création du Family First Community Center à Renton, en banlieue de Seattle, ouvert en juin 2023.
En septembre 2021, il devient directeur général de Ventrk, une entreprise qui crée des logiciels pour aider à créer des modes de vie plus sains. Il est également fondateur de Vault 89 Ventures, une société de capital risque,.
En décembre 2022, il est nommé au bureau de clémence de l'État de Washington pour un mandat de quatre ans par le gouverneur Jay Inslee. Le bureau est chargé d'examiner des affaires pénales et faire des recommendations concernant les libérations conditionnelles au gouverneur.
Le 3 mars 2023, il reçoit le prix humanitaire Paul G. Allen pour ses contributions philanthropiques par la commission des sports de Seattle.